# اتفاقية الحبوب الدولية
اتفاقية تجارة الحبوب هي معاهدة دولية تابعة للأمم المتحدة أجريت في يوليو عام 1995 بين 33 دولة وانضمت إليها دولتين لا حقًا، الاتفاقية هي الوحيدة التي تغطي آليات تجارة الحبوب.
تنص اتفاقية تجارة الحبوب على تبادل المعلومات والتحليل والمشاورات حول سوق الحبوب وتطورات السياسات. بموجب الاتفاقية تتعهد الدول المانحة بتقديم كميات محددة سنويًا من المساعدات الغذائية إلى البلدان النامية في شكل حبوب مناسبة للاستهلاك البشري، أو نقدًا لشراء الحبوب المناسبة في البلدان المتلقية. لا تحتوي اتفاقية الحبوب الدولية على أي آليات لتحقيق الاستقرار في الإمدادات أو الأسعار أو التجارة.

## الدول المشاركة
ووقّع على الاتفاقية أكثر من 35 دولة، وهم الولايات المتحدة والاتحاد الأوروبي، وأوكرانيا، وروسيا ، الجزائر، والأرجنتين، وأستراليا، وكندا، وساحل العاج، وكوبا، والإكوادور، ومصر، والمجر، والفاتيكان، والهند، وإيران، والعراق، واليابان، وكازاخستان، وكينيا، ومالطا، والمغرب، والنرويج، وعمان، وباكستان، وجزر موريشيوس، وبنما، وكوريا، والسعودية، وصربيا، وجنوب إفريقيا، وسويسرا، وتونس، وتركيا، وبريطانيا.

### انسحاب مصر
أعلنت مصر في 10 مارس 2023 انها ستنسحب من اتفاقية تجارة الحبوب، وبررت الحكومة المصرية ان انسحاب مصر من الاتفاق بسبب ضعف دور هذه الاتفاقية وقدرتها على ضبط السوق العالمية والعمل على تحقيق صالح الطرفين من منتجي الحبوب والمستوردين خاصة في ضوء الحرب الروسية الأوكرانية.
واعتمدت مصر في انسحابها من تلك الاتفاقية علي البند 29 الذي يسمح لأي دولة من الأعضاء الانسحاب من تلك الاتفاقية في نهاية السنة المالية شرط اخطار مسبق بفترة ثلاث شهور.